# Pep Puig
Josep Puig i Ponsa, noto come Pep Puig (Terrassa, 4 aprile 1969), è uno scrittore spagnolo.

## Biografia
Nato nel 1969 a Terrassa, vive e lavora a La Nou de Gaià.
Laureato in educazione fisica, ha pubblicato il suo primo romanzo, L'home que torna, nel 2005 ispirandosi all'Odissea e in seguito ha dato alle stampe altri tre romanzi e una raccolta di racconti.
Scrittore di lingua catalana, è principalmente noto per il suo romanzo del 2016 La vita senza Sara Amat, vincitore del Premi Sant Jordi de novel·la e trasposto in pellicola cinematografica nel 2019.

## Opere

### Romanzi
- L'home que torna (2005)
- Les llàgrimes de la senyoreta Marta (2007)
- La vita senza Sara Amat (La vida sense la Sara Amat, 2016), Venezia, Marsilio, 2017 traduzione di Amaranta Sbardella ISBN 978-88-317-2701-3.
- Els metecs (2018)

### Raccolte di racconti
- L'amor de la meva vida de moment (2015)

## Filmografia
- Penélope, regia di Eva Vila (2017) (sceneggiatura)
- La vida sense la Sara Amat, regia di Laura Jou (2019) (soggetto e sceneggiatura)

## Premi e riconoscimenti
- Premi Sant Jordi de novel·la: 2015 vincitiore con La vita senza Sara Amat
- Premi de Narrativa Maria Àngels Anglada: 2017 vincitiore con La vita senza Sara Amat